# Kolišča
Hiša na kolih (množina imenovana tudi kolišče) je hiša, ki je postavljena na kole (pilote) nad površino tal ali vodnih teles. Hiše na kolih so zgrajene predvsem kot zaščita pred poplavami , pa tudi pred škodljivci.  Senčni prostor pod hišo se lahko uporablja za delo ali skladiščenje. 
Hiše, kjer je prisoten permafrost, na Arktiki, so zgrajene na kolih zato, da pod njimi vzdržujejo permafrost, ki lahko vsebuje do 70% vode. Medtem ko je zamrznjen, zagotavlja stabilno podlago. Če toplota, ki jo izžareva hiša, topi permafrost, se hiša začne pogrezati v tla. Na voljo so tudi druga sredstva za ohranjanje permafrosta pred taljenjem, vendar je dviganje domov od tal na kole eden najbolj učinkovitih načinov.

## Zgodovina
V neolitski in bronasti dobi so bila v Alpah in Padski nižini (kultura Terramare) pogosta koliščarska naselja.  Ostanki so bili najdeni na Ljubljanskem barju v Sloveniji in na jezerih Mondsee in Attersee v Zgornji Avstriji. Prvi arheologi, kot je Ferdinand Keller, so mislili, da so oblikovali umetne otoke, podobno kot irski in škotski Crannogi, danes pa je jasno, da je bila večina naselij nameščena na obrežju jezer in so bila kasneje samo poplavljena.  Rekonstruirane hiše so prikazane v muzejih na prostem Unteruhldingen in Zürich (Pfahlbauland). V juniju 2011 so bila prazgodovinska kolišča v šestih alpskih državah vpisana na Unescov seznam svetovne dediščine. Na Švedskem so izkopali eno skandinavsko hišo na kolih, hišo Alvastra.
V skladu z arheološkimi dokazi so bila naselja hiš na kolih arhitekturna norma na Karolinskih otokih in Mikroneziji, in so še danes prisotna v Oceaniji . Danes so hiše na kolih še vedno pogoste v delih obale Mosquita v severovzhodni Nikaragvi, severni Braziliji, jugovzhodni Aziji, Papui Novi Gvineji in v Zahodni Afriki . V Alpah so podobne zgradbe, znane kot raccard, še vedno v uporabi kot kašče. V Angliji so kašče postavljene na kamne, podobni podstavkom, da bi preprečili mišim in podganam priti do zrnja. Kašče na kolih so tudi značilnost v Zahodni Afriki, npr. pri ljudstvu Mandinka v regijah Malija in Gvineje.

## Zahodna polobla
Hiše na kolih so pogoste tudi na zahodni polobli in zdi se, da so jih gradili ameriški domorodci v predkolumbijskem času. Posebej so razširjeni vzdolž bregov tropskih rek v dolinah Južne Amerike (Palafito), zlasti reke Amazonke in Orinoca. Hiše na kolih so bile tako prevladujoča značilnost vzdolž obale jezera Maracaibo, da je Amerigo Vespucci regijo poimenoval Venezuela (male Benetke). Ker se stroški poškodb zaradi orkana povečajo, je več hiš ob vzhodni obali Mehiškega zaliva zgrajenih na kolih ali predelanih na ta način. 

## Tipi
- Kelong - zgrajen predvsem za ribolov, vendar se pogosto podvaja kot priobalno bivališče v naslednjih državah: Filipini, Malezija, Indonezija in Singapur.
- Koča Nipa - tradicionalna hiša, ki je razširjena na Filipinih, čeprav so sodobne filipinske hiše večinoma zahodnjaške.
- Palafito - najdena po vsej Južni Ameriki od predkolumbijskih časov. V poznem 19. stoletju so v čilskih mestih, kot so Castro, Chonchi in druga mesta v arhipelagu Chiloé, zgradili številne palafitose in se zdaj štejejo za tipičen element arhitekture Chilotan.
- Pang uk - posebna vrsta hiše v Tai O, Lantau, Hong Kongu, v glavnem zgrajena pri ljudstvu Tankas.
- Hiša na kolih Papua Nova Gvineja - nekakšno hišo na kolih, ki jo gradijo Motuansi, pogosto najdemo v južnem obalnem pasu PNG.
- Tajska hiša na kolih - nekakšna hiša pogosto zgrajena v sladki vodi, npr. Lotosovem ribniku.
- Vietnamska hišna na kolih - podobna tajski, razen vhodnih vrat z manjšo višino iz verskih razlogov.
- Heliotrop - konceptna hiša, ki jo je Rolf Disch izdelal v preprostem slogu, optimiziranem za izkoriščanje sončne energije.
- Diaojiaolou – hiša na kolih na jugu Kitajske.
- Queenslander – hiša na kolih, ki je običajna v Queenslandu in na severu Novega Južnega Walesa v Avstraliji

## Galerija
- Hiše na kolih v Cempi, otoki Lingga, Indonezija
- Hiše na kolih v provinci Attapeu, južni Laos
- Hiše na kolih vzdolž Puget Sound v Washingtonu, ZDA
- Kmečke hiše na kolih v Kambodži
- Bajau, hiše na kolih v morju na Filipinih
- Hiše na kolih v južni Tajski
- Afriški dom rekonstruiran v Nemčiji
- Most med hišami na kolih (palafito) v Kolumbiji, v Ciénaga Grande de Santa Marta.
- Tradicionalne hiše na kolih v laguni Missolongi, Grčija
- Hiše na kolih na jezeru Tonlé Sap, Kambodža
- Počitniško naselje na Maldivih